# Lennart Skoglund
Karl Lennart Skoglund (Estocolmo, 24 de dezembro de 1929 — Kärrtorp, 5 de julho de 1975) foi um futebolista sueco que atuava como ponta-esquerda.

## Carreira
Conhecido como Nacka, iniciou a carreira em 1946, aos 17 anos, no Hammarby IF, time pelo qual torcia. Uma crise financeira forçou a equipe a vendê-lo para o rival AIK Fotboll em 1949. Pelo novo clube, iria à Copa do Mundo de 1950.
Mesmo desfalcados do trio Gre-No-Li, grande responsável pela conquista de medalha de ouro olímpica dois anos antes, nas Olimpíadas de 1948 (a razão era que seus integrantes estavam no profissional futebol italiano, ao passo que a Seleção Sueca chamava apenas atletas amadores por o futebol do país ser à época oficialmente desse jeito ), os nórdicos saem-se bem no torneio. Skoglund, mesmo não marcando, é um dos destaques da campanha que levou a desacreditada Suécia ao terceiro lugar no mundial do Brasil, com vitórias sobre as mais celebradas Itália e Espanha.
Ainda durante o torneio, sua performance atraiu os olhares da equipe brasileira do São Paulo, que lhe ofereceu 170.000 cruzeiros, o equivalente a 10.000 dólares na época. O valor foi considerado baixo pelo dirigente do AIK que acompanhava a delecação sueca. Em menos de um mês, o atleta seria vendido por cinco vezes esse valor à Internazionale. Nacka foi um em meio aos dez dos onze titulares que foram imediatamente contratados por clubes italianos após a competição.
Em sua primeira temporada, a de 1950–51, quase veio o título no campeonato italiano, perdido por um ponto de diferença justamente para os rivais do Milan, onde jogavam os Gre-No-Li. Skoglund ficaria os nove anos seguintes na Inter, o que lhe trouxe efeitos bons e maus: consagrou-se em uma liga mais influente, vencendo duas vezes o campeonato italiano com a equipe de Milão (em 1953 e 1954), mas perdia espaço na Seleção Sueca, que continuava a chamar apenas amadores. Enfraquecida, a seleção do país acabaria não classificando-se para a Copa do Mundo de 1954.
A Copa do Mundo de 1958, que seria realizada no país, mudou a postura até então adotada, com a Seleção passando a mesclar amadores e profissionais. No torneio, em que os anfitriões ficam com o vice-campeonato, Skoglund marca o que seria seu único gol pela Suécia, na semifinal contra a campeã Alemanha Ocidental, empatando a partida, terminada em vitória de virada por 3 x 1 dos escandinavos.
No ano seguinte, Nacka deixaria a Inter, ficando mais cinco anos na Itália, passando por Sampdoria e Palermo, voltando à Suécia em 1964, novamente no Hammarby. Parou de jogar em 1968, à beira dos quarenta anos, no Kärrtorps, clube da cidade em que morreria apenas sete anos depois, falido e desolado.

## Títulos
AIK
- Copa da Suécia: 1950

Internazionale
- Campeonato Italiano: 1952-53 e 1953-54

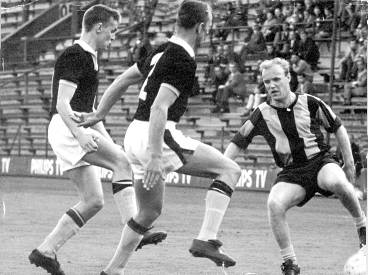
Pelo Hammarby IF, contra o AIK Fotboll
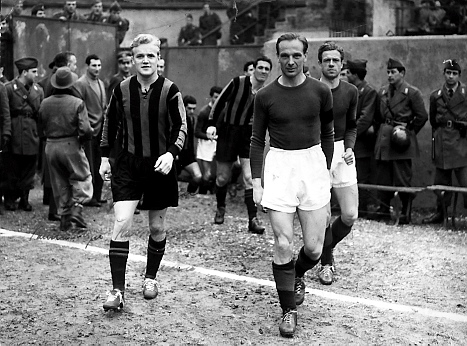
Na Inter de Milão, entrando em campo ao lado do compatriota en:Kjell Rosén, do Torino
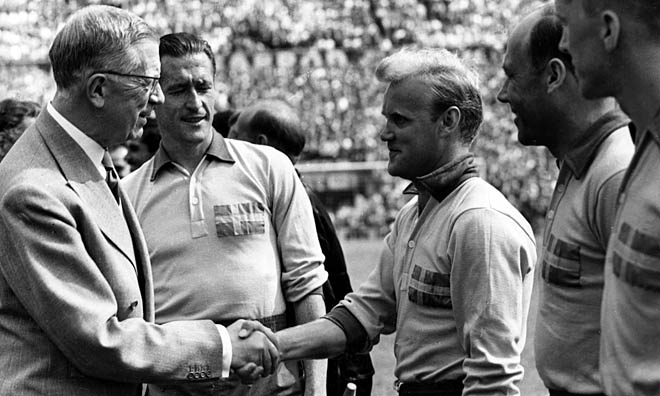
Entre os colegas Nils Liedholm, Gunnar Gren e Agne Simonsson, cumprimentando o Rei da Suécia, Gustavo Adolfo VI, durante a Copa de 1958
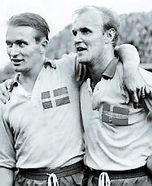
À direita, ao lado do colega Kurt Hamrin
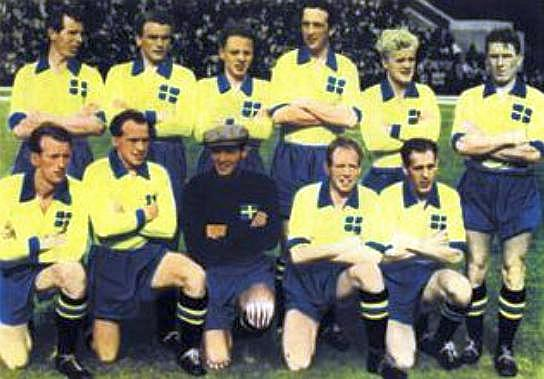
A Seleção Sueca antes de enfrentar a Itália na Copa do Mundo de 1950. Skoglund é o penúltimo em pé, da esquerda para a direita.